# La Proposition (nouvelle)
Pour les articles homonymes, voir La Proposition.
La Proposition est une nouvelle d’Anton Tchekhov, parue en 1886.

## Historique
La Proposition, sous-titré Conte pour demoiselles, est initialement publié dans la revue russe Le Grillon, numéro 41, du 23 octobre 1886.

## Résumé
Valentin Perederkine se rend chez la princesse Vera pour lui faire une proposition. Toute la nouvelle est construite pour laisser croire au lecteur qu’il s’agit d’une demande en mariage. Non, il veut réunir leurs deux propriétés pour construire une usine de saindoux. La princesse accepte.

## Édition française
- Une proposition, traduit par Edouard Parayre, Les Editeurs français réunis, 1958.